# 1re division blindée
Die 1re division blindée (deutsch 1. Panzerdivision, abgekürzt 1re DB) ist eine Panzerdivision des französischen Heeres. Sie wurde im Zuge des Zweiten Weltkriegs 1943 aufgestellt und bestand mit zweijähriger Unterbrechung bis 1999.

## Geschichte
Die 1re division blindée wurde mit US-amerikanischer Unterstützung aus freifranzösischen Einheiten in Mascara im damals französischen Algerien aufgestellt. Das Kommando über die Division erhielt Generalmajor Jean Touzet du Vigier.
Die Einheit landete am 15. August 1944 im Rahmen der Operation Dragoon in Südfrankreich und nahm an Kämpfen um Marseille und Toulon teil. 1945 kämpfte die Einheit am Brückenkopf Elsass. Die Einheit wurde trotz guter Bewährung 1946 aufgelöst.
1948 wurde sie jedoch in Trier als Teil der Armée française du Rhin wieder aufgestellt. Teile der Division nahmen am Zweiten Golfkrieg teil. Ebenso waren Verbände der Division in Bosnien im Rahmen der UNPROFOR und IFOR im Einsatz.
1999 wurde die Division aufgelöst. Ihre Tradition wird von der 1er brigade mécanisée weitergeführt.
2016 wurde wiederum die 1er brigade mécanisée aufgelöst und die 1re division blindée erneut aufgestellt.